# Мальберг (Айфель)
Мальберг (нем. Malberg) — коммуна в Германии, в земле Рейнланд-Пфальц.
Входит в состав района Айфель-Битбург-Прюм. Подчиняется управлению Кильбург. Население составляет 586 человек (на 31 декабря 2010 года). Занимает площадь 6,60 км².